# 1460-1469
De jaren 1460-1469 (van de christelijke jaartelling) zijn een decennium in de 15e eeuw.

## Belangrijke gebeurtenissen

### Europa
- 1460 : Slag bij Northampton. Koning Hendrik VI van Engeland wordt gevangengenomen.
- 1460 : Slag bij Wakefield. Richard van York sneuvelt.
- 1461 : Eduard van York, zoon van Richard, wordt de nieuwe koning van Engeland.
- 1461 : Koning Karel VII van Frankrijk sterft, hij wordt opgevolgd door zijn zoon Lodewijk XI.
- 1465 : Lodewijk XI steunt de Luikse rebellen in de Luiks-Bourgondische Oorlogen.
- 1466 : Vrede van Thorn. Er komt een einde aan de Dertienjarige Oorlog tussen de Duitse Orde en de Pruisische Bond, gesteund door Polen. Het Koninklijk Pruisen ontstaat. Slot Mariënburg is door de Polen veroverd. De Duitse Orde heeft haar hoofdkwartier verplaatst naar Koningsbergen.
- 1467 : Filips de Goede, Hertog Bourgondië, sterft, hij wordt opgevolgd door zijn zoon Karel de Stoute.
- 1468 : Het Prinsbisdom Luik wordt ingelijfd door het Hertogdom Bourgondië.
- 1468 : Karel de Stoute huwt met Margaretha van York, zus van Eduard.
- 1469 : Los reyes católicos. Koning Ferdinand II van Aragon trouwt met de latere koningin Isabella I van Castilië.

### Lage landen
- Pieter Couterel leidt in 1360 een volksopstand tegen het stadsbestuur van Leuven. De oorzaak is een slechte economische toestand ten gevolge van een crisis in de lakennijverheid. Couterel kiest positie voor de handwerkslieden en tegen de adel. Hij bezet het stadhuis en neemt de schepenen gevangen. De adel ontvlucht de stad; Couterel vult het machtsvacuüm op en wordt in 1362 tot burgemeester benoemd. Maar in 1364 herstelt Wenceslaus, de jonge echtgenoot van hertogin Johanna, de oude orde en Couterel vlucht naar Tervuren.

### West-Azië
- 1467 : Slag bij Chapakchur. Oezoen Hasan van de Ak Koyunlu verslaat Jahan Shah van de Kara Koyunlu. Iran-Irak is nu in handen van de Ak Koyunlu.

### Ontdekkingsreizen
- 1462 : De Portugezen ontdekken Sierra Leone.
- 1469 : Fernão Gomes krijgt de opdracht de Golf van Guinee te ontdekken.

## Belangrijke personen

### Gestorven
- 1460 : Hendrik de Zeevaarder.

<< · 1460 · 1461 · 1462 · 1463 · 1464 · 1465 · 1466 · 1467 · 1468 · 1469 · >>
<< · 1400-1409 · 1410-1419 · 1420-1429 · 1430-1439 · 1440-1449 · 1450-1459 · 1460-1469 · 1470-1479 · 1480-1489 · 1490-1499 · >>